# Umbertide
Umbertide est une commune italienne d'environ 16 800 habitants située dans la province de Pérouse, dans la région Ombrie, en Italie centrale.

## Monuments et patrimoine
- Monastère de Monte Corona, fondé en 1520, confié aux moines de Bethléem depuis 1990.

## Administration
| Période                                  | Période      | Identité            | Étiquette           | Qualité         |
| ---------------------------------------- | ------------ | ------------------- | ------------------- | --------------- |
| 14 juin 2004                             | 7 avril 2013 | Giampiero Giulietti | Partito Democratico | Maire (Sindaco) |
| 8 avril 2013                             | 24 mai 2014  | Marco Locchi        | Partito Democratico | Maire (Sindaco) |
| 25 mai 2014                              | En cours     | Marco Locchi        | Partido Democratico | Maire (Sindaco) |
| Les données manquantes sont à compléter. |              |                     |                     |                 |

### Hameaux
Badia, Calzolaro, Castelvecchio, Comunaglia, Leoncini, Mita, Molino Vitelli, Montecastelli, Niccone, Pierantonio, Preggio, Spedalicchio.

### Communes limitrophes
Città di Castello, Cortona, Gubbio, Lisciano Niccone, Magione, Montone, Passignano sul Trasimeno, Pérouse, Pietralunga.